# Maria Vöhler von Frickenhausen
Maria Vöhler von Frickenhausen (* 1569; † 1618 in Illertissen) war eine bayrische Adlige und Autorin eines Gebetbuchs.

## Leben
Maria Vöhler von Frickenhausen wurde 1569 als Maria Roth von Bussmannshausen geboren und lebte in Illertissen. Im Februar 1588 heiratete sie den Kaufmann Carl Vöhlin (gestorben 1599). Gemeinsam hatten sie sechs Kinder, darunter die Wappensammlerin und Autorin Maria Jacobina Vöhlin (* 1593; † 1676) und Maria Juliane Fugger, Gräfin zu Kirchberg und Weissenhorn (* 1594; † 1653).
Maria Vöhler von Frickenhausen starb im April 1618 im Alter von 49 Jahren in Illertissen.

## Werk
Maria Vöhler von Frickenhausen sammelte zeitlebens Gebete, die sie bis 1616 handschriftlich festhielt. Das Manuskript liegt in der Bayerischen Staatsbibliothek in München unter der Signatur Cgm 150 und stammt aus dem Säkularisationsgut des Klosters Polling. Ihre Texte veröffentlichte der Verleger Johann Jäcklin spätestens 1646 in einem achtteiligen Buch mit dem Titel Der Grosse Quell-Brunn. Der Gebetssammlung geht ein Vorwort von Vöhler von Frickenhausen voraus, in dem sie jedes Lob für ihr Buch allein Gott zuschreibt. Der Grosse Quell-Brunn erschien im 17. und 18. Jahrhundert in München in mindestens vier Auflagen.

## Publikationen
- Maria Vöhler von Frickenhausen: Der grosse Quellbrunn. Hrsg.: Johann Jäcklin. München 1687 (online).